# Pude
Die Pude ist ein Fluss in Frankreich, der im Département Dordogne in der Region Nouvelle-Aquitaine verläuft. Sie entspringt im Gemeindegebiet von Gout-Rossignol, entwässert generell Richtung Südwest bis West und mündet nach rund 20 Kilometern an der Gemeindegrenze von Bouteilles-Saint-Sébastien und Nanteuil-Auriac-de-Bourzac als linker Nebenfluss in die Lizonne. Bei ihrer Mündung stößt sie auf der gegenüberliegenden Flussseite auf das benachbarte Département Charente.

## Orte am Fluss
(in Fließreihenfolge)
- Gout-Rossignol
- La Chapelle-Grésignac
- Nanteuil-Auriac-de-Bourzac